# Rebollo
Rebollo – gmina w Hiszpanii, w prowincji Segowia, w Kastylii i León, o powierzchni 13,97 km². W 2011 roku gmina liczyła 102 mieszkańców.